# Fred Campbell
Fred Gaines Campbell (8 agosto 1920 – Austin, 3 dicembre 2008) è stato un cestista, allenatore di pallacanestro e giocatore di baseball statunitense, professionista nella NBL.

## Carriera
Giocò per due stagioni nella NBL, disputando complessivamente 49 partite con 5,8 punti di media.